# 安赫尔·卡斯特罗

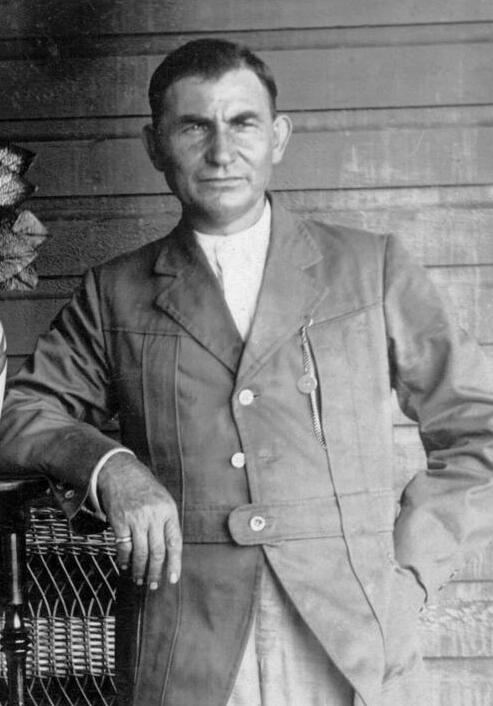
安赫尔·卡斯特罗

安赫尔·玛丽亚·鲍蒂斯塔·卡斯特罗·阿尔吉斯（西班牙語：Ángel Castro y Argiz；1875年12月5日—1956年10月21日）是古巴的一个种植园主和商人。他出生于西班牙卢戈省兰卡拉，逝世于古巴奥尔金省奎托比兰。他与第一任妻子玛丽亚·路易莎·阿尔戈塔·雷耶斯育有5个子女（其中3个夭折），与家中女仆莉娜·鲁斯·冈萨雷斯（后成为其第二任妻子）育有7个非婚生子女（包括拉蒙·卡斯特罗、菲德尔·卡斯特罗、劳尔·卡斯特罗和胡安妮塔·卡斯特罗）。